# Anthophora torridella
Anthophora torridella är en biart som beskrevs av Meade-waldo 1914. Anthophora torridella ingår i släktet pälsbin, och familjen långtungebin. Inga underarter finns listade i Catalogue of Life.